# Chaplin hasičem
Chaplin hasičem (anglicky The Fireman) je americký němý film z roku 1916. Snímek režíroval Charlie Chaplin a sám si zahrál i hlavní roli svérázného člena hasičského sboru. Je to druhý Chaplinův film pro společnost Mutual Film.

## Děj
Velitel hasičského sboru svolává cvičný poplach a všichni požárníci jsou v okamžiku shromážděni na svých místech v hasičském voze. Chybí pouze Charlie, který má vůz kočírovat. Ukazuje se, že celý poplach zaspal. Velitel je vzteky bez sebe a dává Charliemu jasné varování; jestli ještě jednou zmešká poplach, tak dostane okamžitý vyhazov. Tyto výhrůžky jsou doprovázeny několika kopanci do Charlieho zadku.
Následkem toho ovšem vylekaný Charlie považuje každé zazvonění za poplach (ať už svolávání k společnému obědu či příjezd mlékaře), což velitele rozzuří znovu a opět dojde na různé potyčky, do kterých se postupně zapojí celé osazenstvo stanice.

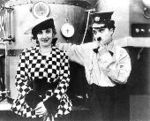
Seznámení Charlieho s dívkou na požární stanici

Na stanici přichází velitelova vyvolená se svým otcem. Charliemu dívka padne do oka je zřejmé, že se nejspíš stane velitelovým sokem v lásce. Otec dívky navrhne veliteli pojistný podvod. Zapálí svůj dům, hasičský sbor nezasáhne a poté si oba rozdělí peníze od pojišťovny. Vše jde zdánlivě podle plánu a dům je v plemenech, ale dívka nedopatřením zůstane uvnitř.
V té době vypukne v okolí další požár, ale majitel hořícího domu se nemůže na hasičskou stanici dovolat. Charlie hraje s dalším požárníkem dámu a na vyzvánění poplašného signálu nijak nereagují. Majitel se nakonec doběhne na stanici a po drobnějších peripetiích se hasiči vydávají do akce. Poté na stanici doběhne i zoufalý dívčin otec, ale tam již nikoho nezastihne. Cestář ho pošle k druhému požáru, tam otec vylíčí Charliemu celou situaci. Ten neváhá a vydá se děvče zachránit. Vyšplhá po fasádě do patra a snese dýmem omámenou dívku dolů. Když dorazí ostatní členové sboru, tak už jen sledují jeho záchrannou akci. Charlie je po fyzicky náročném výkonu zdánlivě vyčerpán a bezvládně leží na zemi. Když všichni odběhnou sehnat trochu vody, aby ho vzkřísili, tak Charlie náhle jako zázrakem vstane a odvádí si svou lásku pryč...

## Herecké obsazení
| Charlie Chaplin  | požárník                |
| Edna Purviance   | dívka                   |
| Lloyd Bacon      | dívčin otec             |
| Eric Campbell    | velitel požární stanice |
| Leo White        | majitel hořícího domu   |
| John Rand        | požárník                |
| Albert Austin    | požárník                |
| James T. Kelley  | požárník                |
| Frank J. Coleman | požárník                |

## Zvuková verze
V roce 1932 zakoupil filmový producent Amedee J. Van Beuren práva na Chaplinovy komedie studia Mutual za cenu 10 000 dolarů za každou z nich. Opatřil je novou hudbou, kterou složili Gene Rodemich a Winston Sharples, dodal zvukové efekty a znovu vydal prostřednictvím společnosti RKO Pictures. Chaplin nemohl žádnými legálními prostředky tomuto vydání zabránit.